# Michael Krische

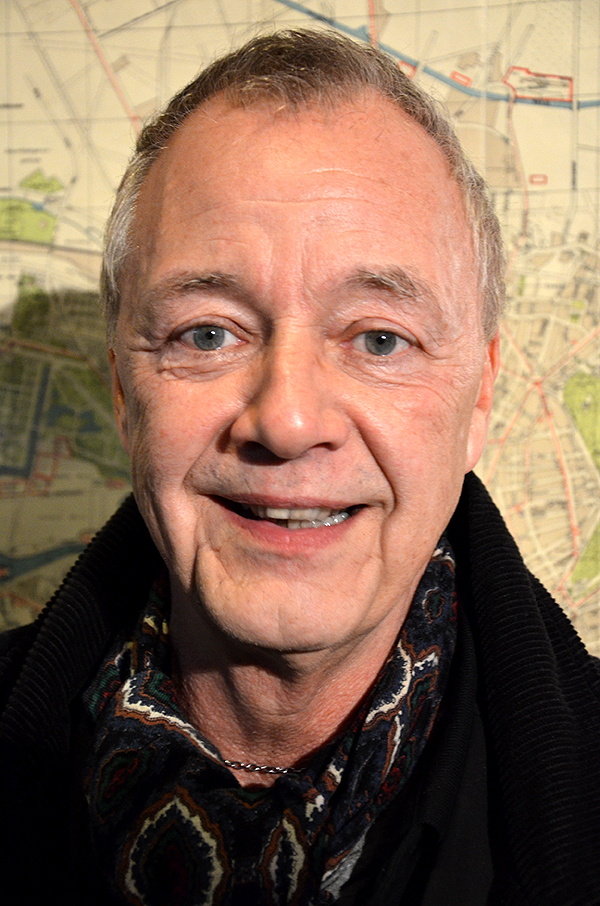
Michael Krische, 2013

Michael Krische (* 1947 in Hannover) ist ein deutscher Journalist, Redakteur und Sachbuchautor.

## Leben
Geboren in Hannover kurz nach dem Zweiten Weltkrieg absolvierte Michael Krische 1969 sein Volontariat bei der Hannoverschen Allgemeinen Zeitung, bei der er als Redakteur für Kommunalpolitik arbeitete. 1987 wechselte er zur Neuen Presse.
Michael Krische gilt „als ausgewiesener Kenner der Stadt [Hannover] und ihrer Baugeschichte“. Neben seinen Veröffentlichungen als Zeitungsredakteur publizierte er beispielsweise Schriften zum Haus-, Wohnungs- und Grundeigentümer-Verein Hannover, zum Stadtfriedhof Stöcken,  oder zur „Entstehung, Architektur [und] Bedeutung“ des Neuen Rathauses. 2012 veröffentlichte Krische sein Buch über den langjährigen Oberbürgermeister Hannovers unter dem Titel Herbert Schmalstieg. Ein Leben für Hannover.
Ende Februar 2011 wurde Michael Krische im Neuen Rathaus von Hannover in den Ruhestand verabschiedet.
Krische und Carl-Hans Hauptmeyer halten über den Verein Freunde des Historischen Museums Hannover e.V. unter anderem Vorträge zur Hannoverschen Geschichte auf „hannöversch“. 2022 wurde Krische stellvertretender Vorsitzender des Vereins.

## Werke (Auswahl)
- Bilder aus dem Pappkarton, in einer Broschur kommentierte 24 Loseblatt-Fotoabzüge mit rückseitig aufgedrucktem „Copyright“-Aufdruck der Hannoverschen Allgemeinen Zeitung (HAZ), Hannover: HAZ, [1972?]
- Michael Krische (Red.): 90 Jahre Haus-, Wohnungs- und Grundeigentümer-Verein Hannover. 1893–1983, Hannover: Haus-, Wohnungs- u. Grundeigentümer-Verein e.V., [o. D., 1983?]
- Michael Krische: Wo Tod und Leben sich begegnen. 100 Jahre Stöckener Friedhof, Broschüre (16 S.), hrsg. von der Landeshauptstadt Hannover, Der Oberstadtdirektor, Grünflächenamt in Zusammenarbeit mit dem Presse- und Informationsamt, Hannover: Presse- und Informationsamt, [o. D., 1991?]
- Michael Krische: Hannover. Hauptstadt der Niedersachsen (= Hanover), mit Texten auf Deutsch, Englisch und Französisch, Hamburg: Medien-Verlag Schubert, [o. D., circa 1998], ISBN 3-929229-58-7
- Michael Krische (Text), Bernd Grimpe (Mitarb.): Das Neue Rathaus Hannover. Entstehung, Architektur, Bedeutung (mit Bildunterschriften auf Deutsch und Englisch), hrsg. von der Landeshauptstadt Hannover, Springe: zu Klampen, 2006, ISBN 3-934920-99-3
- Markus Heimbach, Michael Krische: Hannovers schönste Seiten (= Hanover's most beautiful sides), mit Texten auf Deutsch, Englisch und Französisch, Hamburg: Medien-Verlag Schubert, 2007, ISBN 978-3-937843-14-8
- Michael Krische: Herbert Schmalstieg. Ein Leben für Hannover, 1. Auflage, Hannover: Madsack Medienagentur, 2012, ISBN 978-3-940308-70-2; Inhaltsverzeichnis online über die Deutsche Nationalbibliothek
- Michael Krische: 575 Jahre Stadtbibliothek Hannover. Geschichte und Geschichten, hrsg. vom Verein Freunde der Stadtbibliothek Hannover e.V., Hannover: Hohesufer.com, 2015, ISBN 978-3-941513-40-2; Inhaltsverzeichnis und Inhaltstext
- Kennen Sie das noch? Eine fotografische Reise durch das Hannover vergangener Jahrzehnte, 4. Auflage, Hannover: Madsack Medienagentur GmbH & Co. KG, 2017, ISBN 978-3-940308-90-0; Inhaltsverzeichnis